# جولييان فيليبي
جولييان فيليبي هو ملحن فلبيني، ولد في 28 يناير 1861 في كافيت سيتي في الفلبين، وتوفي في 2 أكتوبر 1944 في مانيلا في الفلبين.

## وصلات خارجية
- جولييان فيليبي على موقع ميوزك برينز (الإنجليزية)
- جولييان فيليبي على موقع ميوزك برينز (الإنجليزية)